# Боборикін Петро Дмитрович
Петро́ Дми́трович Бобори́кін  (рос. Боборыкин Пётр Дмитриевич; *27 серпня 1836, Нижній Новгород — †12 серпня 1921, Лугано) — російський письменник.
Народився в Нижньому Новгороді.
Автор романів, повістей, драматичних творів, статей, мемуарів.
Творчості Боборикіна властиві натуралізм. У найвдаліших романах «Ділки» (1872), «Китай-город» (1882), «Василь Тьоркін» (1892) відображено життя російської буржуазії кінця 19 — початку 20 століття.
Письменник Боборикін ввів в російській літературі у широкий вжиток термін «інтелігенція».